# Pippa Black
Pippa Black (Ferntree Gully, Victoria; 16 de octubre de 1982) es una actriz australiana, conocida por haber interpretado a Elle Robinson en la serie Neighbours.

## Biografía
Tiene dos hermanos, su hermano menor se llama Tom.
Es muy buena amiga de los actores Natalie Blair, Stephanie McIntosh, Natalie Bassingthwaighte, David Hoflin y  Scott Major, con quienes trabajó en Neighbours.
En 2006 salió con el actor Fletcher Humphrys, la relación terminó en el 2007 pero ambos siguen siendo amigos.

## Carrera
El 19 de septiembre de 2005 apareció en un episodio de la serie Last Man Standings donde interpretó a Chrissie, ese misno año se unió al elenco de la exitosa serie australiana Neighbours, en donde interpretó a Lucinda "Elle" Robinson, hasta el 3 de diciembre de 2009, luego que Elle decidiera irse de Erinsborough para trabajar. Por su interpretación fue nominada en el 2006 a un premio Logie en la categoría de "Nuevo Talento Femenino Más Popular".
En 2009 apareció en el video musical "Coma" del cantautor Jacob Butler en donde interpretó a una joven pareja junto al actor Sweeney Young, Sweeney interpretó a Riley Parker en Neighbours. Ese mismo año interpretó a Sophie en la película corta The Wake, de Gemma Lee y en la película independiente Emergence, la cual fue escrita, dirigida y actuada por Anthony Furlong.
En 2010 apareció como invitada en un episodio de la serie City Homicide, en donde interpretó a la nueva madre Emily Rigby quien se ve involucrada en una investigación de asesinato. Ese mismo año se unió al elenco de la serie de la NBC Outsourced, donde interpretó a Tonya hasta el final de la serie en 2011.
En 2012 apareció como invitada en el último episodio de la decimotercera temporada de la exitosa serie Law & Order: SVU donde interpretó a Carissa Gibson, una acompañante que conoce al detective Nick Amaro (Danny Pino), que se ve envuelta en una guerra entre Bart Ganzel (Peter Jacobson) y Delia Wilson (Brooke Smith), y al final es asesinada y dejada en la cama del capitán Donald Cragen (Dann Florek) para inculparlo.

## Caridad
En 2007 Pippa se unió a la campaña publicitaria de PETA Asia Pacific y posó con una bata hecha de hojas de lechuga.
Mientras trabajaba en Neighbours, apoyó a varias organizaciones benéficas como la Fundación Narre Warren Lighthouse, la Fundación del Asma de Victoria, La fundación Bluey Day, Camp Quality, CanTeen, la Fundación Australian Childhood, la Fundación Make-a-Wish Foundation, el World Society for the Protection of Animals; entre otras.

## Filmografía

### Series de Televisión
| Año         | Título                            | Personaje      | Notas                                            |
| ----------- | --------------------------------- | -------------- | ------------------------------------------------ |
| 2013        | Royal Pains                       | Monique        | episodio "Bones to Pick"                         |
| 2013        | Perception                        | Wendy / Candy  | 2 episodios                                      |
| 2012        | Law & Order: Special Victims Unit | Carissa Gibson | 2 episodios                                      |
| 2010 - 2011 | Outsourced                        | Tonya          | 22 episodios                                     |
| 2010        | City Homicide                     | Emily Rigby    | episodio "Protection"                            |
| 2005 - 2009 | Neighbours                        | Elle Robinson  | 366 episodios                                    |
| 2005        | Last Man Standing                 | Chrissie       | episodio #1.4                                    |
| 2004        | The Secret Life of Us             | Madelaine      | episodio "The Truth About Cats and Dogs: Part 1" |

### Películas
| Año  | Título             | Personaje    | Notas |
| ---- | ------------------ | ------------ | --- |
| 2015 | Mind Puppets       | -            | junto a Vinnie Jones, Esmé Bianco, Daniel Franzese, Kevin Pollak, John de Lancie, Josh Zuckerman & Al Sapienza |
| 2015 | Progress           | Emilina Fox  | corto - junto a Jason Olive                                                                                    |
| 2014 | The Cookie Mobster | Amanda       | junto a Rick Malambri, Mackenzie Foy, Cheyenne Nguyen & Danielle Parker                                        |
| 2013 | Dream Girl         | Eleanor      | corto - junto a Paul Ashton                                                                                    |
| 2013 | Lemon Tree Passage | Amelia Stone | junto a Jessica Tovey, Tim Phillipps, Tim Pocock, Andrew Ryan & Dean Kirkright                                 |
| 2013 | Amnesia            | Tina         | corto - junto a Martin Copping & Emily O'Meara                                                                 |
| 2012 | My Funny Valentine | Zoe          | junto a Tom Payne, Jeff Bryan Davis & Jack Donner                                                              |
| 2012 | Pineapples         | Tina         | corto - junto a Martin Copping                                                                                 |
| 2010 | Tegan the Vegan    | Elenore      | corto - junto a Noni Hazlehurst                                                                                |
| 2009 | The Wake           | Sophie       | junto a Charlie Clausen                                                                                        |
| 2009 | Emergence          | Rachel       | corto - junto a Oliver Ackland & Diane Craig                                                                   |
| 2003 | Evil Never Dies    | Estudiante   | - |

### Apariciones
| Año  | Cantante     | Video  | Notas                                               |
| ---- | ------------ | ------ | --------------------------------------------------- |
| 2009 | Jacob Butler | "Coma" | interpretó a una joven pareja junto a Sweeney Young |

## Premios y nominaciones
| Año  | Categoría                      | Premio                                                        | Serie      | Resultado |
| ---- | ------------------------------ | ------------------------------------------------------------- | ---------- | --------- |
| 2009 | Favourite TV Actress           | Australian Cosmopolitan Fun Fearless Female Of The Year Award | Neighbours | Nominada  |
| 2006 | Most Popular New Female Talent | Logie Award                                                   | Neighbours | Nominada  |